# Adam Číž
Adam Číž (* 23. srpna 1991, Ostrava) je český profesionální basketbalista, který hraje na pozici rozehrávače. Je dlouholetým kapitánem týmu NH Ostrava, hrající v nejvyšší české basketbalové soutěži Kooperativa NBL.

## Hráčská kariéra
Za jeho nejvýznamnější kariérní úspěchy jsou považovány 3. místo s NH Ostrava v nejvyšší české basketbalové soutěži v sezóně 2012/2013 a 3. místo v asistencích v Kooperativa NBL v ročníku 2014/2015. Je také členem širšího kádru reprezentace České republiky.
V ročníku 2015/2016 odehrál základní část s průměrem 35,4 minut na utkání a se statistikami 14,0 bodů, 3,7 doskoků, 4,7 asistencí a průměrnou efektivitou 14,6.